# Varano Borghi
Varano Borghi är en ort och kommun i provinsen Varese i regionen Lombardiet i Italien. Kommunen hade 2 490 invånare (2018).